# Abarema campestris
Espèce
Abarema campestris est une espèce de plantes à fleurs de la famille des Fabaceae.
Selon Plants of the World Online, c'est un synonyme de Jupunba campestris. Selon, ce site, c'est un arbre ou un arbuste trouvé au Brésil. Il pousse en milieu tropical humide.

## Description
C'est un arbre ou un arbuste.

## Répartition
L'espèce est trouvée au nord du Brésil.